# Lepturges infilatus
Lepturges infilatus es una especie de escarabajo longicornio del género Lepturges, categorizada en la tribu Acanthocinini, de la subfamilia Lamiinae. Fue descrita por Bates en 1872.

## Descripción
Mide 7-10,5 mm de longitud.

## Distribución
Se distribuye por Costa Rica, Estados Unidos, Guatemala, Honduras, México, Nicaragua y Panamá.